# Astyanax correntinus
Astyanax correntinus är en fiskart som först beskrevs av Holmberg, 1891.  Astyanax correntinus ingår i släktet Astyanax och familjen Characidae. Inga underarter finns listade.